# Београдска брда
Београдска брда су предеоне целине које својим изгледом и надморском висином одскачу од осталог простора са просечном надморском висином од 116,75 m надморске висине, на координатама 44°49'14" северно и 20°27'44" источно. Иако су у саставу Београда Нови Београд и Земун који су на левој обали реке Саве, и Дунава, на овим страницама биће приказане само она брда, на којима лежи део старог Београда, јужно од ушћа Саве у Дунав.

## Опште информације
Језгро и највећи део старог града Београда подигнуто је на северном рту Шумадијске греде која се пружа од Рудника до Калемегданског рта, изнад десне обале Саве и Дунава. Град лежи на додиру дна и обода Панонског басена, граници Балканског полуострва и средње Европе, у зони јужнопанонске дислокације. Највећим делом налази се на брежуљкастом терену, на теразијској, булбудерској и пиносавској флувиоденудационој површи, долинама и долинским странама, и на развођима Топчидерске реке, Булбудерског и Мокролушког потока.
Првобитно се у народу сматрало да Београд лежи на 8 брда: Калемегдан, Врачар, Бањица, Дедиње, Звездара, Баново брдо, Пашино брдо, Авала. Како су се сазнања, свест о географском простору Београда ширила а у народу стварала нова сазнања и жеља за ближим информацијама о новим насељима, настали су називи још много брда.
Таку су у Београду, у новије време своје називе добила још 23 брда.

## Беогрдска брда
| Р.б. | Назив                           | Слика | Положај | Опис |  |
| ---- | ------------------------------- | ----- | --- | --- |  |
| 1.   | Баново брдо                     |       | Окружено је Чукаричком падином, Адом Циганлијом, Кошутњаком, Топчидером и Жарковом | По доласку Матије Бана, када је на овом брду 1851. саградио летњиковац, ово брдо још за време његовог живота, називано је Бановац. Након тога смењивали су се разни називи, међутим почетком 20 века века је понело назив који и данас има — Баново брдо. |  |
| 2.   | Бањичко брдо (Бањица)           |       | Део је Београда, који се налази на југу града, од чијег центра је двојена Бањичком шумом, танким издуженим појасом листопадне шуме, између београдских општина Вождовац и Савски венац. | Бањичко брдо је било насељено још у доба неолита и један је од локалитета Винчанске културе. Пре Другог светског рата је била село у широј околини Београда, насељено у раном 19. веку од досељеника из југоисточне Србије који су дошли после Другог српског устанка. До Другог светског рата Бањица је била мирно пољопривредно село са релативно малим бројем становника. После Другог светског рата Бањичко брдо је урбанизовано, и на њему је изграђен велики број стамбених блокова, болница и солитера који су потпуно променили изглед Бањичког брда. |  |
| 3.   | Бело брдо                       |       | Археолошки локалитет који се налази на десној обали Дунава, у селу Винча, 14 km југоисточно од Београда.                                                                                | На овом локалитету су истраживани остаци највећег праисторијског насеља у Србији и једног од најзначајнијих неолитских локалитета у Европи. Налазиште је добило име Бело брдо по светлој боји лесне терасе на којој се налази, али је у стручној литератури познатије под именом Винча. |  |
| 4.   | Велико брдо                     |       | | |  |
| 5.   | Водичко брдо                    |       | | |  |
| 6.   | Врачарско брдо (Врачар)         |       | | |  |
| 7.   | Глумчево брдо                   |       | | |  |
| 8.   | Голо брдо                       |       | | |  |
| 9.   | Дедињско брдо (Дедиње)          |       | | |  |
| 10.  | Ерино брдо                      |       | | |  |
| 11.  | Жуто брдо                       |       | | |  |
| 12.  | Звездарско брдо (Звездара)      |       | | |  |
| 13.  | Јулино брдо                     |       | Окружују га Чукаричка падина на северу, Жарково на југу, Баново брдо на истоку и Макиш на западу.                                                                                       | Јулино брдо је добило назив по баба Јули, која је у доба Првог српског устанка живела на овим просторима. Јула је била велики родољуб, и приликом сваког напада Турака, помагала је устаницима. Једне ноћи, Турци су изненада напали српску војску. Видевши да је стање критично, баба Јула се досетила да, уз помоћ неколико устаника, запали велике искрчене пањеве и гурне их низ падину. Ватрене буктиње су омеле и збуниле Турке, што је омогућило устаницима да се приберу и одбране од напада. |  |
| 14.  | Калемегданско брдо (Калемегдан) |       | | |  |
| 15.  | Канарево брдо                   |       | | |  |
| 16.  | Лабудово брдо                   |       | Насеље на овом брду почело је да се гради 1960-тих година | О настанку имена постоје бројна предања, по којима једни мисле да је добило име по лабудовима који су насељавали овај крај, а други да је да је име добило по групи зграда које се препознају као црвене, зелене жуте и плаве метафоре лабудова који су у групама боравили на овом простору. |  |
| 17.  | Лекино брдо (Пашино брдо)       |       | | |  |
| 18.  | Лисасто брдо                    |       | | |  |
| 19.  | Лозовичко брдо                  |       | Налази се недалеко од Болеча на висини од 209 метара. | |  |
| 20.  | Малешко брдо                    |       | Налази се на обронцима Врачарског виса, изнад данашње раскрснице „Мостар", наспрам београдске пиваре.                                                                                   | О Малешком брду које је први пут приказано на картама с почетка 20. века нема детаљних података. На њему су данас изграђена зграде неколико болница. |  |
| 21.  | Милићево брдо                   |       | Милићево брдо се налази између Вишњице и Сланаца према подацима на картама из прошлог века. Брдо је високо 279 метара.                                                                  | Спомиње се у књизи Ристе Николића, објављеној 1903. године. Осим помена имена никаквих других података нема. |  |
| 22.  | Митрово брдо                    |       | | |  |
| 23.  | Морачко брдо                    |       | Морачко брдо се налази испред Умке, на излазу из Београда. | |  |
| 24.  | Никино брдо                     |       | На обали Дунава изнад села Синовец и Градине уписано је у старим картама Никино брдо. Његова висина је, према подацима геодетске управе Београда, 257 метара.                           | Ближих података ко је било Нико или Ника, по коме је ово брдо названо – нема. |  |
| 25.  | Орлово брдо                     |       | Налази се у околини данашњег Миријева, на надморској висини од 266 метара. | Да ли су некада на том узвишењу орлови свијали гнездо – није познато. |  |
| 26.  | Петлово брдо                    |       | На самом улазу у Београд, на 205 метара надморске висине, лежи Петлово брдо. Оивичено је Мраковачком улицом, затим Расинском, Тузланском и Улицом Омладинско шеталиште.                 | Старији житељи Петловог брда, некада далеке периферије града, смтарју да је оно добило име по неком петлу, али тачних података о ком петлу се ради нема. |  |
| 27.  | Ресник брдо                     |       | Налази се на јужној страни Београда поред Петловог брда и брда Стражевица. | Име је добиоло по истоименој биљци ресник (лат: eupatorium cannabinum), у народу познатој као конопљуша, конопљика, расходник и сл. коју народ користи због њених лековитих својстава. |  |
| 28.  | Становачко брдо                 |       | Становачко брдо се налази између Вишњице и села Сланци | Осим података на карти Београда из 1906. године, нема других података |  |
| 29.  | Старац-Васино брдо              |       | На висини од 209 метара, између Винче и Ритопека протеже се Старац-Васино брдо. | |  |
| 30.  | Стојчино брдо                   |       | Стојчино брдо се, према карти Београда из 1925. године налази негде на пола пута од Коњарника према Малом Мокром Лугу. Његова висина је тачно 253 метра.                                | По коме је ово брдо добило име остаје да се разјасни. |  |
| 31.  | Стражевица                      |       | Стражевица је брдо имеђу Ресника и Петловог брда висине 209 метара. | Испод самог брда Стражевица се налази највећа база војске Србије. |  |
| 32.  | Топчидерско брдо (Топчидер)     |       | Висина Топчидерског брда је 148 метара. Окружено је булеварима Војводе Путника и Октобарске револуције, и улицама Теодора Драјзера и Д. Раденковића.                                    | Име брда настало је од две речи: турске — тобџија и персијске — дере (долина). У књизи Маринка Пауновића пише: Према неким подацима ово је било место где су Турци, приликом опсаде Београда 1521. године лили топове за напад на Београд. Током 1831. године, Кнез Милош је почео уређење Топчидера. У писму од 24. фебруара исте године он наређује Томи Вучићу Перишићу: Постарајте се да у договору са капетаном Станковићем, пут, дуж и преко Топчидера, где год искварен и од воде излокан буде, добро оправити дате. Никаква кола не пуштајте да преко Топчидера иду, да ливаде не кваре. Ви ћете се при том постарати да неколико кречара нађете, да ми креч пеку, јер сам намјеренију нека здања у Топчидеру рад градити. У периоду од 1831. до 1834. године, кнез Милош је у Топчидеру саградио себи Конак, а на његовој градњи били су ангажовани и робијаши. У књизи Рајка Веселиновића „Грађа за историју Београда од 1806. до 1867. године” постоји документ од 26. маја 1857. године, у коме пише: Тапија о продаји јавног винограда и до њега лежеће њиве на Топчидерском брду од стране Атанасија Јанковића, трговца, др. Јанку Шафарику, професору Лицеја, за 70 цесарских дуката. У документу од 29. маја 1863. године Никола Христић, министар унутрашњих дела, извештава кнеза Михаила о догађају на Топчидеру: Господару, ноћас је побегло 5 робијаша који су били изван Топчидера као чувари. Жандарми коњаници ноћас у патроли наиђу на једнога код дрва на Сави и пуцали, али је и он пуцао, па онда се негди сакрио. Не зна се куд су утекли. |  |
| 33.  | Ћуртово брдо                    |       | Налази се у данашњој околини Миријева | О којем Ћурти је реч – није записано. |  |